# Cal Canet (Palou)
Cal Canet és una masia de Palou, del municipi de Torrefeta i Florejacs (Segarra) inclosa a l'Inventari del Patrimoni Arquitectònic de Catalunya.

## Descripció
Conjunt d'edificis: un amb funció d'habitatge i altres que antigament tenien funció ramadera i agrícola.
L'edifici que té funció d'habitatge, a la façana principal (Est), té una entrada a la planta baixa; a la planta següent, a la part esquerra, hi ha un llarg balcó amb barana de ferro, al que s'hi accedeix per una porta. A la dreta hi ha un afegit de construcció més nova que també té un accés al balcó anterior. Aquest afegit té tres finestres. Al darrer pis hi ha un balcó amb barana de ferro a la part esquerra i tres finestres més repartides per la façana.
A la façana sud hi ha una finestra que dona a la segona planta i un balcó amb barana de ferro que dona al darrer pis. A la façana oest hi ha tres finestres que donen al segon pis i una al darrer. A la façana nord hi ha una finestra al segon pis. La coberta és de dos vessants (est-oest), acabada en teules.
Just davant de la façana principal, hi ha petits edificis, que actualment tenen funció de magatzem. A uns 30 metres de la casa, hi ha un altre edifici, de dimensions més grans als anteriors annexos. A la façana oest té una entrada amb arc rebaixat i, just a sobre, una altra porta. Tot el recinte, per la part sud, es troba tancat per murs. Hi ha una única entrada a tot el recinte.
El mas està situat a l'inici de la carretera que va a Florejacs.